# Dendrobium whistleri
Dendrobium whistleri là một loài thực vật có hoa trong họ Lan. Loài này được P.J.Cribb mô tả khoa học đầu tiên năm 1995.